# Lutzomyia lloydi
Lutzomyia lloydi är en tvåvingeart som först beskrevs av Antunes P. C. A. 1937.  Lutzomyia lloydi ingår i släktet Lutzomyia och familjen fjärilsmyggor. Inga underarter finns listade i Catalogue of Life.